# Volkszählung in Brasilien 2022
Die Volkszählung in Brasilien 2022 (port.: Censo demográfico do Brasil de 2022, XIII Recenseamento Geral do Brasil) war die 13. brasilianische Volkszählung seit 1872, welche vom Instituto Brasileiro de Geografia e Estatística (IBGE) durchgeführt werden. Sie dient dem Zweck, die brasilianische Bevölkerung und ihre sozioökonomischen Merkmale darzustellen und gleichzeitig die Grundlage für alle öffentlichen und privaten Planungen für die nächsten zehn Jahre zu unterstützen.

## Zeitraum und Stichtag
Die Datenerhebung für die Volkszählung 2022 begann am 1. August 2022. Die Daten wurden zum Stichtag 31. Juli 2022 erhoben. Die vorgesehenen etwa 200.000 Zähler sollten die Befragungen bis zum 31. Oktober abgeschlossen haben. Tatsächlich konnte das IBGE nur gut 100.000 Zähler rekrutieren, so dass der Befragungszeitraum bis zum 30. November 2022 verlängert werden musste.
Die ursprünglich für das Jahr 2020 geplante Zählung wurde wegen der COVID-19-Pandemie um ein Jahr verschoben. Aber auch die Durchführung im Jahr 2021 kam nicht zustande, nachdem die Bundesregierung das Budget um mehr als 90 % gekürzt hatte. Erst eine Entscheidung des Obersten Gerichtshof (Supremo Tribunal Federal – STF) stellte eine ausreichende Finanzierung sicher. Allerdings hatte das IBGE die Vorbereitungen zwischenzeitlich eingestellt, sodass eine erneute Verschiebung in das Jahr 2022 erforderlich wurde.

## Erhebungsbögen
Bei der Volkszählung wurden zwei Arten von Fragebögen verwendet. Der Basisfragebogen umfasst 26 Fragen. Er kam in 89 % der Haushalte zum Einsatz. Der Stichprobenfragebogen wurde für die restlichen, zufällig ausgewählten 11 % der Haushalte verwendet. Er enthält 77 Fragen zu 17 Themenblöcken.
|    | Themenblock                                                    | Basisfragebogen | Stichprobenfragebogen |
| -- | -------------------------------------------------------------- | --------------- | --------------------- |
| 1  | Identifikation des Haushalts                                   | x               | x                     |
| 2  | Haushaltsangehörige (Lista de Moradores na Data de Referência) | x               | x                     |
| 3  | Daten zur Wohnung (Características do Domicílio)               | x               | x                     |
| 4  | Ethnisch-rassische Identität (Identificação Étnico-racial)     | x               | x                     |
| 5  | Geburtsregister (Registro Civil de Nascimento)                 |                 | x                     |
| 6  | Familienverhältnisse (Nupcialidade)                            |                 | x                     |
| 7  | Verwandtschaftsverhältnisse (Núcleo Familiar)                  |                 | x                     |
| 8  | Kinder (Fecundidade)                                           |                 | x                     |
| 9  | Religion / Konfession (Religião ou culto)                      |                 | x                     |
| 10 | Personen mit Behinderungen (Pessoas com Deficiência)           |                 | x                     |
| 11 | Migration (Migração interna e internacional)                   |                 | x                     |
| 12 | Ausbildungsstand (Educação)                                    | x               | x                     |
| 13 | Studienort (Deslocamento para estudo)                          |                 | x                     |
| 14 | Arbeit und Einkünfte (Trabalho e Rendimento)                   | x               | x                     |
| 15 | Arbeitsort (Deslocamento para Trabalho)                        |                 | x                     |
| 16 | Sterblichkeit (Mortalidade de janeiro de 2019 a julho de 2022) | x               | x                     |
| 17 | Autismus (Autismo)                                             |                 | x                     |

Im Durchschnitt konnte der Basisfragebogen in fünf bis zehn Minuten beantwortet werden, während das Ausfüllen des Stichprobenfragebogens 15 bis 20  Minuten dauerte. Erstmals in der Geschichte der Volkszählungen eröffnete das IBGE die Möglichkeit, den Fragebogen per Telefonanruf oder auf Wunsch auch online zu beantworten.

### Indigene Völker, Quilombolas und Flüchtlinge

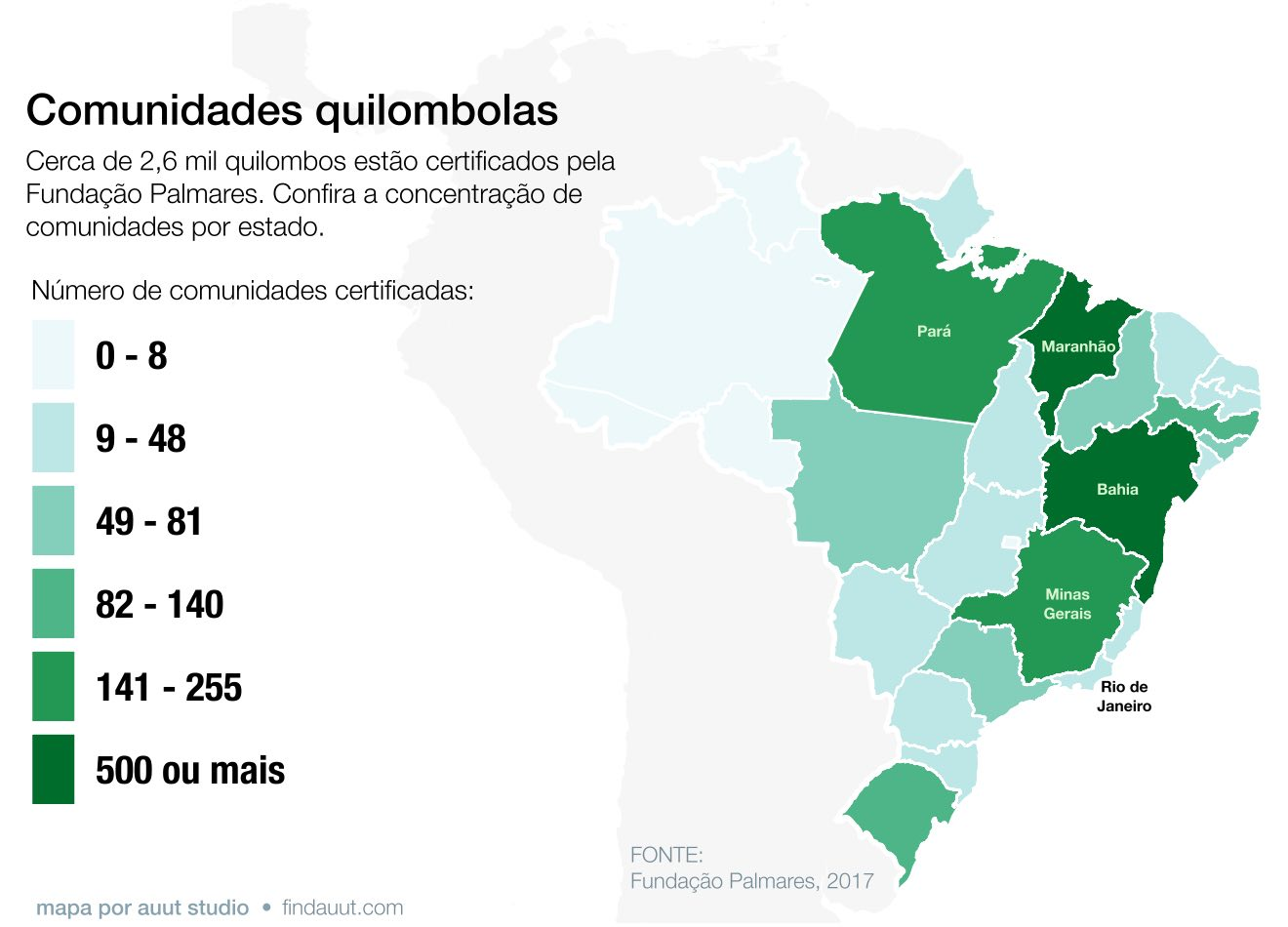
Karte der Quilombola-Gebiete in Brasilien.

Die Durchführung der Volkszählung 2022 in indigenen Gebieten erforderte eine abweichende Planung, da vor der Datenerhebung bei der Bevölkerung alle indigenen Führer aufgesucht wurden, wo sie Fragen zur Infrastruktur, zum Zugang zu natürlichen Ressourcen, zur Bildung, zur Gesundheit und zu anderen Aspekten ihres Dorfes oder ihrer Gemeinschaft beantworteten. Im Rahmen der Volkszählung 2022 wurden auch Quilombola-Gemeinschaften untersucht.
Zusätzlich zu den indigenen Völkern und den Quilombolas wurde im August 2022 ein Kooperationsabkommen zwischen dem IBGE und dem Hohen Flüchtlingskommissar der Vereinten Nationen (UNHCR) unterzeichnet, das die Zählung der in Brasilien lebenden Flüchtlinge, der Personen, die den Flüchtlingsstatus beantragen, und der Staatenlosen, insbesondere der venezolanischen Flüchtlinge in Amazonas, Pará und Roraima, sicherstellt.

## Ergebnisse
Bei der Volkszählung 2022 werden die geografischen Koordinaten aller Haushalte Brasiliens erfasst, wobei diese Informationen in Echtzeit in die IBGE-Datenbank einfließen. In den Monaten und Jahren nach Abschluss der Erhebungen wird das IBGE die demografischen Daten veröffentlichen. Das Organ beabsichtigt jedoch, noch im Jahr 2022 die Bevölkerungszahlen Brasiliens und seiner staatlichen Untergliederungen (26 Bundesstaaten und der Bundesdistrikt sowie 5.570 Munizipien) zu veröffentlichen.

## Bevölkerung nach Bundesstaaten
| Rang | Bundesstaaten       | Bevölkerung (2010) | Bevölkerung (2022) | absolutes Wachstum | Wachstum in % | Jährliches Wachstum in % |
| ---- | ------------------- | ------------------ | ------------------ | ------------------ | ------------- | ------------------------ |
| 1    | São Paulo           | 41.262.199         | 44 411 238         | 3.149.039          | 7,63          | 0,64                     |
| 2    | Minas Gerais        | 19.597.330         | 20 539 989         | 942.569            | 4,81          | 0,40                     |
| 3    | Rio de Janeiro      | 15.989.929         | 16 055 174         | 65.245             | 0,41          | 0,03                     |
| 4    | Bahia               | 14.016.906         | 14 141 626         | 124.720            | 0,89          | 0,07                     |
| 5    | Paraná              | 10.444.526         | 11 444 380         | 999.854            | 9,57          | 0,80                     |
| 6    | Rio Grande do Sul   | 10.693.929         | 10 882 965         | 189.036            | 1,77          | 0,15                     |
| 7    | Pernambuco          | 8.796.448          | 9 058 931          | 262.483            | 2,98          | 0,25                     |
| 8    | Ceará               | 8.452.381          | 8 794 957          | 342.576            | 4,05          | 0,34                     |
| 9    | Pará                | 7.581.051          | 8 120 131          | 539.080            | 7,11          | 0,59                     |
| 10   | Santa Catarina      | 6.248.436          | 7 610 361          | 1.361.925          | 21,80         | 1,82                     |
| 11   | Goiás               | 6.003.788          | 7 056 495          | 1.052.707          | 17,53         | 1,46                     |
| 12   | Maranhão            | 6.574.789          | 6 776 699          | 201.910            | 3,07          | 0,26                     |
| 13   | Paraíba             | 3.766.528          | 3 974 687          | 208.159            | 5,51          | 0,46                     |
| 14   | Amazonas            | 3.483.985          | 3 941 613          | 457.628            | 13,14         | 1,09                     |
| 15   | Espírito Santo      | 3.514.952          | 3 833 712          | 318.760            | 9,07          | 0,76                     |
| 16   | Mato Grosso         | 3.035.122          | 3 658 649          | 623.527            | 20,54         | 1,71                     |
| 17   | Rio Grande do Norte | 3.168.027          | 3 302 729          | 134 702            | 4,25          | 0,35                     |
| 18   | Piauí               | 3.118.360          | 3 271 199          | 152.839            | 4,90          | 0,41                     |
| 19   | Alagoas             | 3.120.494          | 3 127 683          | 7.189              | 0,23          | 0,02                     |
| 20   | Distrito Federal    | 2.570.160          | 2 817 381          | 247.221            | 9,62          | 0,80                     |
| 21   | Mato Grosso do Sul  | 2.449.024          | 2 757 013          | 307.989            | 12,58         | 1,05                     |
| 22   | Sergipe             | 2.068.017          | 2 210 004          | 141.987            | 6,87          | 0,57                     |
| 23   | Rondônia            | 1.562.409          | 1 581 196          | 18.787             | 1,20          | 0,10                     |
| 24   | Tocantins           | 1.383.445          | 1 511 460          | 128.015            | 9,25          | 0,77                     |
| 25   | Acre                | 733.559            | 830 018            | 96.459             | 13,15         | 1,10                     |
| 26   | Amapá               | 669.526            | 733 759            | 64.233             | 9,59          | 0,80                     |
| 27   | Roraima             | 450.479            | 636 707            | 186.228            | 41,34         | 3,44                     |

## Bevölkerung nach Regionen
| Rang      | Große Regionen      | Bevölkerung (2010) | Bevölkerung (2022) | absolutes Wachstum | Wachstum in % |
| --------- | ------------------- | ------------------ | ------------------ | ------------------ | ------------- |
| 1         | Região Sudeste      | 80.364.410         | 84.840.113         | 4.475.703          | 15,4          |
| 2         | Região Nordeste     | 53.081.950         | 54.658.515         | 1.576.565          | 12,3          |
| 3         | Região Sul          | 27.386.891         | 29.937.706         | 2.550.815          | 13,4          |
| 4         | Região Norte        | 15.864.454         | 17.354.884         | 1.490.430          | 25,7          |
| 5         | Região Centro-Oeste | 14.058.094         | 16.289.538         | 2.231.444          | 23,4          |
| Insgesamt | Brasilien           | 190.755.799        | 203.080.756        | 12.324.957         | 15,4          |

## Konsequenzen – Neuverteilung der Parlamentssitze
In der Bundesverfassung von 1988 (Constituição brasileira de 1988) heißt es: „Die Gesamtzahl der Abgeordneten sowie die Vertretung nach Bundesstaaten und Bundesdistrikten wird durch ein ergänzendes Gesetz im Verhältnis zur Bevölkerung festgelegt, wobei im Jahr vor den Wahlen die erforderlichen Anpassungen vorgenommen werden, damit keine dieser Einheiten der Föderation weniger als acht oder mehr als siebzig Abgeordnete hat.“ Im Juli 2023 war jedoch noch keine neue Verteilung der Sitze in der Abgeordnetenkammer (Câmara dos Deputados do Brasil) vorgenommen worden, was seit 1993 nicht mehr geschehen ist.
Nach der Volkszählung von 2022 haben einige Bundesstaaten an Bevölkerung und damit theoretisch auch an Sitzen in der Bundeskammer verloren, die mindestens 8 und höchstens 70 Abgeordnete pro Einheit des Bundes garantiert. Eine von der Interunionsabteilung für parlamentarische Beratung (Departamento Intersindical de Assessoria Parlamentar – Diap) im Auftrag der Zeitung Folha de S.Paulo durchgeführte Schätzung ergab folgende Neuverteilung der Sitze pro Bundesstaat: SC (+4), PA (+4), AM (+2), MG (+1), CE (+1), GO (+1), MT (+1), RJ (−4), BA (−2), RS (−2), PI (−2), PB (−2), PE (−1), AL (−1). Die anderen Staaten würden ihre derzeitige Anzahl von Abgeordneten beibehalten. Die Landesversammlungen wären ebenfalls betroffen, da sie den von der Abgeordnetenkammer festgelegten Proportionalitätsregeln folgen.
Im August 2023 schloss der Bundesgerichtshof (Supremo Tribunal Federal) sein Urteil zu einer Klage ab, die Pará 2014 eingereicht hatte, um eine Neuberechnung der Parlamentssitze zu erreichen, die dem Bundesstaat im Nationalkongress (Congresso Nacional) und insbesondere in der Abgeordnetenkammer zustehen. Das Gericht entschied, dass die Parlamentarier kein Interesse an einer Änderung der Berechnung nach der neuen IBGE-Zählung von 2022 haben könnten, da sie ihre eigenen Sitze in der Legislative verlieren könnten. Es wies daher den Nationalkongress an, bis Juni 2025 ein Gesetz auszuarbeiten, das eine neue Sitzverteilung für die Bundeskammer festlegt, und falls dies nicht geschieht, obliegt es dem Obersten Wahlgericht, diese zu bestimmen.